# Alina Picazio

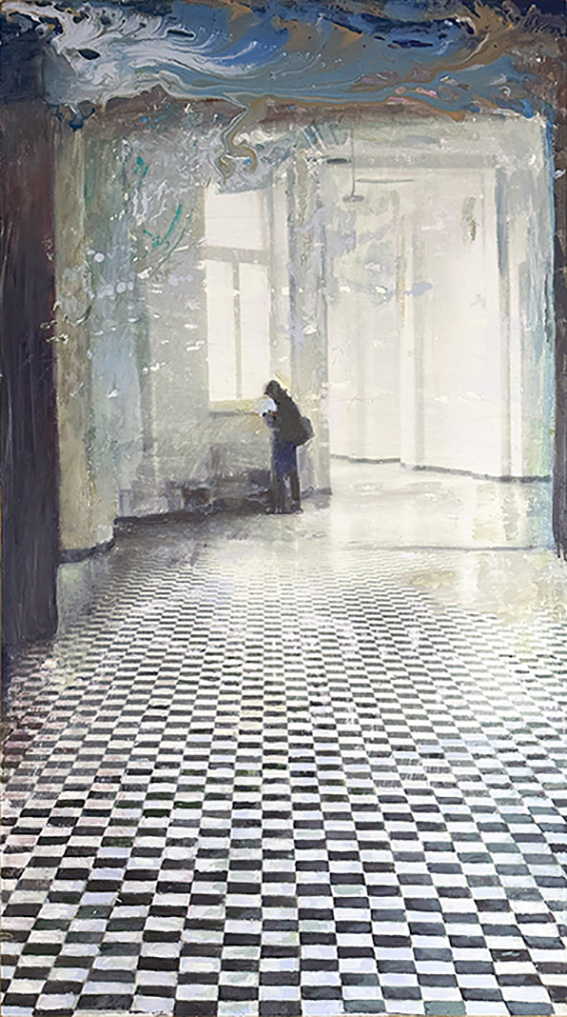
Dziewczyna czytająca smsa

Alina Picazio (ur. 1970 w Warszawie) – malarka, kuratorka i tłumaczka.

## Życiorys
W 1994 roku ukończyła studia w Akademii Sztuk Pięknych w Warszawie, gdzie uzyskała tytuł magistra sztuk pięknych w Pracowni Malarstwa prof. Rajmunda Ziemskiego. Równolegle zdobyła specjalizację na Wydziale Grafiki ASP w Pracowni Serigrafii pod kierownictwem prof. Henryka Chylińskiego. W 1996 roku otrzymała stupendium Ministra Kultury i studiowała na Akademii Sztuk Pięknych w Rzymie, w Pracowni Malarstwa prof. Alessandro Trottiego. W 2018 roku otrzymała Nagrodę Główną dla Artysty Zagranicznego 45. Premio Sulmona. W 2019 roku obroniła pracę doktorską na kierunku Sztuki Piękne, na Uniwersytecie Jana Kochanowskiego w Kielcach, pod kierunkiem prof. Wiesława Łuczaja. Jest autorką kilkudziesięciu wystaw indywidualnych, brała udział w ponad 70 wystawach zbiorowych. Jej prace znajdują się m.in. w Luciano Benetton Foundation Imago Mundi.

## Wybrane wystawy indywidualne
- 2024 – Czego nie widać, Żywa Galeria, Warszawa[7]
- 2023 – Jak być niewidzialną, Galeria Stara Prochownia,, kurator Tiziano M. Todi, Warszawa[8]
- 2022 – Piana wspomnień, Galeria Goldenmark, kurator dr Artur Bartkiewicz, Olsztyn[9][10]
- Przejścia, Galeria im. Bolesława Biegasa, Ciechanów[11]
- 2019 – Iter, Galleria Vittoria, kurator Tiziano M. Todi, Rzym[12]
- 2017 – Środek czasu, Galeria Prom Kultury, Warszawa[13]
- Powtórzenia, Galeria 022, ZPAP, kurator Robert Żbikowski, Warszawa[14][15][16]
- 2016 – Przejścia, Galeria Mazowieckiego Urzędu Wojewódzkiego (Ratusz), Warszawa[17]
- Ripetizioni, Polo Museale La Sapienza, Noc Muzeów, Rzym[18]
- 2015 – Warszawa, Galeria Autograf, Warszawa
- 2007 – Magia przenośna, Galeria Delfiny, Warszawa[19]
- 2006 – ArteIncontri, Włoski Instytut Kultury w Warszawie
- 2002 – Południe, Centrum Kultury Łowicka, Warszawa
- 1998 – Alitalia per l’Arte, Galeria „Cargo”, Nowy Jork
- 1996 – Interiors, Museo Laboratorio di Arte Contemporanea, kurator Marcella Cossu, Rzym[20][21]
- Przestrzeń zamknięta, Instytut Polski, Rzym
- 1995 – Wnętrza, Łódzki Dom Kultury, Łódź
- Pittura, Art Gallery 102, Rzym
- 1994 – I quadri, Art Gallery 102, Rzym
- Galleria Consorziale d’Arte A. Manunzio, Latina, Włochy

Źródła: OW ZPAP i ArtPower.

## Wybrane wystawy zbiorowe
- 2024 – Architektonistki i architektoniści, Galeria Ł, kurator Łukasz Wawrynkiewicz), Warszawa[22]; Co się zmieniło, Galeria Ł, Warszawa[23]
- 2023 – It’s Time Rome – Aranceria St. Ignatio, Rzym[24]; It’s Time Warsaw, Galeria Stara Prochownia, Warszawa[25]; Premio Centro, VIII Esposizione Nazionale delle Arti contemporanee, Palazzo Chigi Albani, Soriano nel Cimino[26]
- 2021 Mascherine della Vittoria – projekt i wystawa Galleria Vittoria[27]
- 2020 – XLVII Premio Sulmona, Sulmona ; Sztuka w czasach zarazy. Preludium, Galeria Oranżeria, kurator prof. Małgorzata Wrześniak, Pałac w Jabłonnie[28][29]; Kiodygresy2, Galeria Sztuki Amfiteatr, Ostróda[30]
- 2019 – Claritas (ze Stanisławem Bajem i Sylwestrem Piędziejewskim), Venice Exhibition Gallery, Wenecja; Rospigliosi Art Prize, Palazzo Rospigliosi; Artyści z Włoch i nowe czasy, Prom Kultury, Warszawa; Degrees of Autonomy and Self Determination, New Fringe, Doncaster; Premio Sulmona 2019, Sulmona; Interdiscursive Non-Objective, Galeria Uniwersytecka, Cieszyn
- 2018 – 12 artisti polacchi e i tempi nuovi, Galeria Puls Arte Plus, Rzym[31]; Helios, Galleria Vittoria, Rzym[32]; XLV Rassegna internazionale d’arte contemporanea Premio Sulmona 2018, Sulmona; Join The Dots, Fondazione Benetton, Triest; Rospigliosi Art Prize, finał międzynarodowego konkursu, Palazzo Rospigliosi, Zagarolo; Narracje (wraz z Jolantą Caban, Przemkiem Stachowskim i Robertem Żbikowskim), tekst: Joanna Gordon, Galeria Akcent, Grudziądz[33]; Panie kolego, Galeria Autograf, Warszawa
- 2017 – Rospigliosi Art Prize, Palazzo Rospigliosi Zagarolo, Włochy; Grid 5, Galeria XS Instytutu Sztuk Pięknych UJK, Kielce; Corso Polonia, Instytut Polski, Rzym; Aliud Atist, Palazzo Sant’ Oreste; Kolory Mazowsza, Galeria 4 strony Świata, Pułtusk; Equilibrium (pozostali uczestnicy: Jolanta Caban, Przemko Stachowski, Robert Żbikowski), Galleria Vittoria, Rzym[34]; Maestri del bisso della seta e del lino (pozostali uczestnicy: Tomasz Milanowski, Sylwester Piędziejewski, Chiara Vigo), Polo Museale La Sapienza, Rzym
- 2016 – We Were A Very Poor Jetset vol. 6, kurator Denis Brun, Galerie ÉdOÙard Paradis, Marsylia; Miejskie historie, Galeria Autograf, Warszawa[35]; Odmiana przez przypadki, Galeria XS Instytut Sztuk Pięknych UJK, Kielce
- 2013 – Zaufaj: czyż płatki kwiatów nie sypią się w dół jak trzeba, Galeria Autograf, Warszawa[36]
- 2009 – Inne spojrzenie, Galeria Autograf, Warszawa
- 2008 – Wietrzenie obrazów, Galeria Lufcik ZPAP, Warszawa; Wspomnienie pracowni prof. Rajmunda Ziemskiego, Oficyna malarska, Warszawa
- 2005 – Między emocją a rozumem, SARP, Warszawa
- 2003 – Un mondo di immagini per chi immagina il mondo, Giffoni Valle Piana
- 2000 – Grands et jeunes d’aujourd’hui, Paryż
- 1998 – Sylwia Caban, Małgorzata Penczonek, Alina Picazio, Małgorzata Kobus, Galeria Lufcik (ZPAP), Warszawa
- 1997 – L’Arte a Roma – Rassegna di Arte Contemporanea, Rzym
- 1994 – Promocje’94, Państwowa Galeria Sztuki BWA, Legnica

Źródła: OW ZPAP i ArtPower.

## Kurator
- 2016 – Miejskie historie, wystawy doktorantów UJK, Galeria Autograf, Warszawa[35]
- 2015 – Współczesna grafika włoska „W stronę słońca. W stronę Italii”, wraz z Sylwestrem Piędziejewskim,, Galeria Autograf, Warszawa[37]
- 1992 – asystentka Maurizio Colantuoni w trakcie wystawy The Wealth of Nations (kurator Cornelia Lauf) – Centrum Sztuki Współczesnej, Warszawa[38]
- 2007-2009 – wydawca informatora „Warszawa artystyczna”[39]

Źródła: OW ZPAP i ArtPower.

## Tłumaczenia
- Szkło XV-XX wieku, Carla Cerutti, Attilia Dorigato, Wydawnictwo: Amber, ISBN 83-241-2017-3.
- Dywany orientalne (od starożytności po XX wiek), Mehdi Zarif, Wydawnictwo: Amber, ISBN 978-83-7245-506-2.
- Ceramika XV-XX wieku, Mirella Benini, Wydawnictwo: Amber, ISBN 978-83-7169-775-3.
- Marcello Mastroianni, Costanzo Costantini, Wydawnictwo Videograf II, ISBN 83-7183-128-5.